# Henryk Szeryng
 Der er for få eller ingen kildehenvisninger i denne artikel, hvilket er et problem. Du kan hjælpe ved at angive troværdige kilder til de påstande, som fremføres i artiklen.

Henryk Bolesław Szeryng (22. september 1918 i Żelazowa Wola – 8. marts 1988 i Kassel) var en polsk violinist og komponist, en af det 20. århundredes største personligheder inden for den udøvende violinmusik.
Han studerede først i Żelazowa Wola, så i Berlin hos Carl Flesch og i Paris hos Jaques Thibaud. Han skabte sensation, da han som syttenårig debuterede i Warszawa i 1933 med Johannes Brahms’ violinkoncert, og opførte koncerter i mange europæiske byer som Bukarest, Wien og Paris, til stor anerkendelse blandt publikum og kritikere. Fra 1933 til 1939 studerede han i Paris hos den kendte komponist og pædagog Nadia Boulanger, og under anden verdenskrig engagerede han sig mod den tyske besættelse. Han spillede koncerter for de allieredes tropper over hele verden og arbejdede som tolk for den polske eksilregering, idet han snakkede syv sprog flydende. Han arbejdede blandt andet for den polske general Władysław Sikorski under hans mision i Mexico. Efter en af koncerterne, han gav, fik han tilbud om at overtage strygermusikafdelingen på universitetet i Mexico City. Han takkede ja til stillingen, modtog mexikansk statsborgerskab i 1946, og koncentrerede sig fuldstændigt om pædagogikken, helt til Arthur Rubinstein overtalte ham til at genoptage koncertafholdelsen. I 1954 debuterede han så i New York med enorm succes, og drog på omfattende koncertrejser helt til slutningen af sit liv. Til trods for intensiv koncertaktivitet holdt han ikke op med undervisningen på universitetet i Mexico City.
Henryk Szeryng var alsidig uddannet (han studerede musikologi, ældre historie, musikteori, litteratur- og teaterhistorie), og havde over 40 violinkoncerter i sit repertoire. Han indspillede mange plader, og modtog flere gange Grand Prix du Disque – den højeste udmærkelsen for kvalitet og interpretation. Szeryng spillede med verdens mest kendte orkestrer og dirigenter over hele verden, og understregede ofte sine bånd til Polen.
Hans spil og indstilling til musikken har gjort ham til en af de fremmeste og mest kendte violinister af det 20. århundrede, på lige linje med blandt andet Jascha Heifetz og David Oistrach.